# Sakon Yamamoto
Sakon Yamamoto (山本 左近) est un pilote automobile japonais né le 9 juillet 1982 à Toyohashi au Japon.

## Biographie

### Les débuts
Après avoir commencé le karting en 1994, Sakon Yamamoto a suivi une formation à l'école de pilotage du circuit de Suzuka. Il s'est lancé dans la compétition automobile en 2001, dans le championnat du Japon de Formule 3. Dès l'année suivante, il part en Europe, pour y disputer le championnat d'Allemagne de Formule 3, puis le championnat de Formule 3 Euro Series en 2003. Auteur de performances relativement modestes, il retourne au Japon en 2004, toujours en Formule 3. Puis à partir de 2005, il passe dans le championnat de Formula Nippon, tout en disputant en parallèle le championnat GT du Japon. 

### Premiers pas en Formule 1
Fin 2005, il se révèle au plus grand nombre lorsqu'il est appelé par l'écurie Jordan pour participer en tant que troisième pilote aux essais libres du vendredi du GP du Japon de Formule 1. Sur une piste qu'il connaît parfaitement, Yamamoto impressionne alors favorablement les observateurs en réalisant de meilleurs chronos que ses coéquipiers d'un jour (Tiago Monteiro et Narain Karthikeyan).

### Premiers Grand Prix avec Super Aguri F1 Team

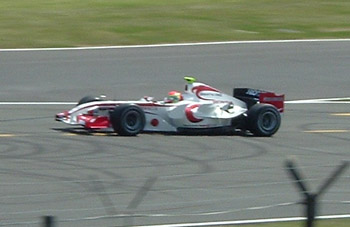
Yamamoto sur Super Aguri en 2006

Parfois pressenti durant l'hiver 2006 pour devenir l'un des deux pilotes de l'écurie Super Aguri F1, Yamamoto se voit préférer dans un premier temps son compatriote Yuji Ide, et reste au Japon pour y entamer les saisons de Formula Nippon et de Super GT. Mais au GP de Grande-Bretagne au mois de juin, Yamamoto intègre finalement Super Aguri en qualité de troisième pilote, avant d'être titularisé en remplacement de Franck Montagny à partir du GP d'Allemagne en juillet 2006. Même s'il ne se montre pas particulièrement brillant et tient difficilement la comparaison avec son coéquipier Takuma Satō, il s'avère plus consistant que ne l'était Yuji Ide.

### Nouvelle aventure avec Spyker F1 Team

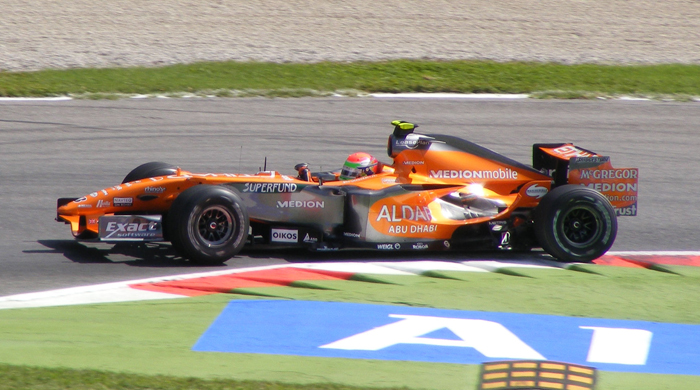
Yamamoto sur Spyker au GP d'Italie 2007

En 2007, Yamomoto perd sa place de titulaire chez Super Aguri au profit de l'espoir britannique Anthony Davidson. Tout en restant dans l'écurie en qualité de pilote essayeur, il est engagé dans le championnat de GP2 Series chez les Espagnols de BCN Competicion, où il peine à s'extirper du fond de grille. 
Il fait son retour sur les grilles de Formule 1 à partir du GP de Hongrie 2007 et jusqu'à la fin de saison au volant de la Spyker précédemment pilotée par Christijan Albers et Markus Winkelhock.

### Pilote-essayeur chez Renault F1 Team
En 2008, il est recruté par l'écurie Renault F1 en qualité de pilote essayeur et chargé des opérations des roadshows. Il dispute également le championnat GP2 Series chez ART Grand Prix, à partir de la manche allemande, en remplacement de Luca Filippi. Il marque ses premiers points dans la série, à l'occasion de la seconde manche hongroise, en terminant 4e.

### Bref retour en Formule 1

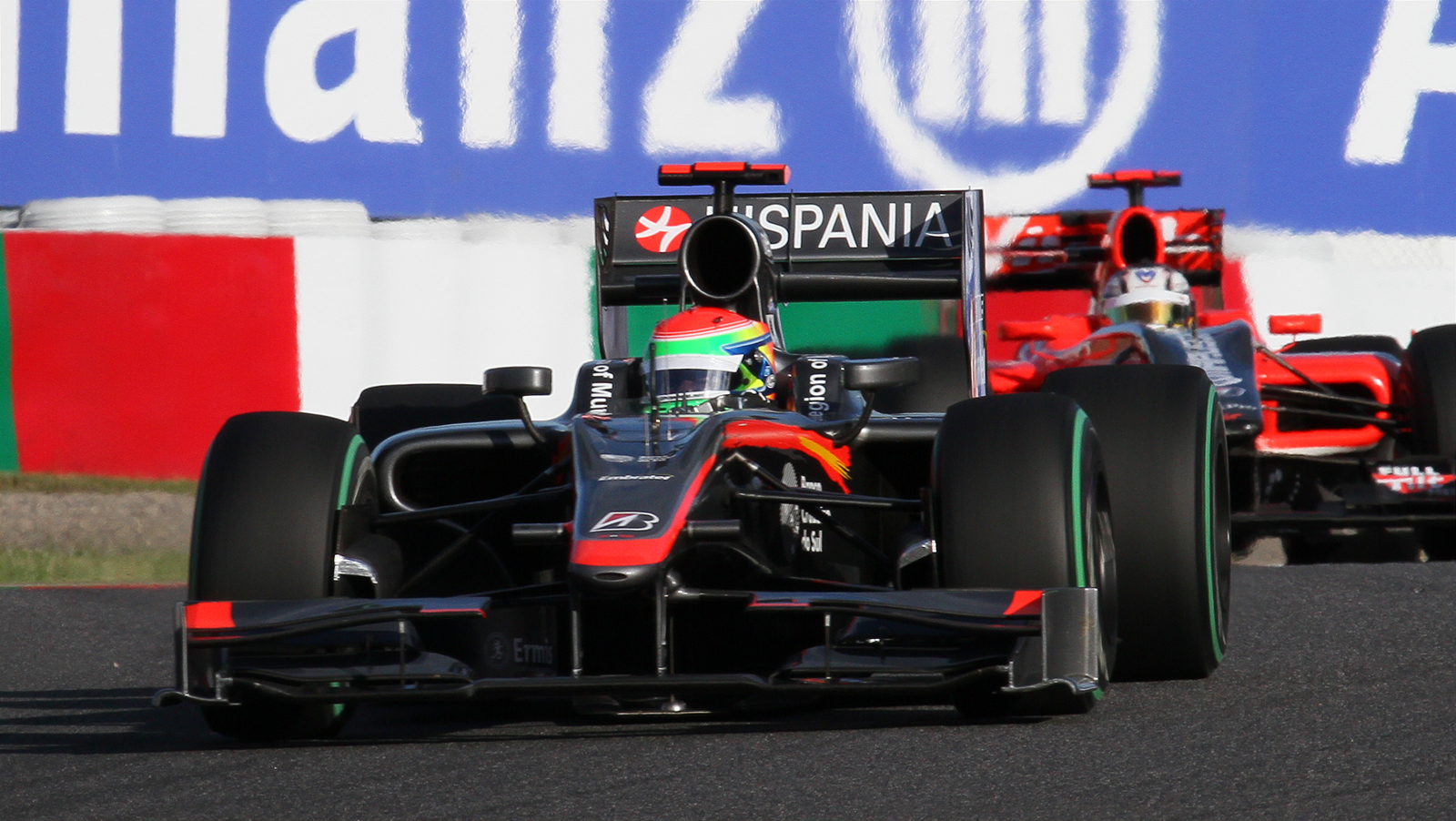
Sakon Yamamoto sur HRT lors de son Grand Prix national en 2010

Après une saison 2009 quasiment blanche, il revient dans l'actualité au début de 2010 à la suite de son recrutement par l'écurie de Formule 1 espagnole Hispania Racing F1 Team pour officier lors des essais du vendredi en alternance avec Christian Klien. 
Le 8 juillet 2010, HRT le nomme titulaire pour le Grand Prix automobile de Grande-Bretagne à la place de Bruno Senna et pour les GP d'Allemagne et de Hongrie à la place de Karun Chandhok,. Il est lui-même écarté en fin de saison au profit du pilote-essayeur Christian Klien pour les deux derniers Grands Prix et se classe vingt-sixième du championnat du monde sans avoir inscrit de point.

### Cinq ans sans compétition
Le 23 mars 2011, il est officialisé chez Marussia Virgin Racing en qualité de pilote de réserve pour les trois premières épreuves de la saison, sans pour autant participer aux séances d'essais libres du vendredi matin,.
Après cinq années sans aucune course disputée, Sakon Yamamoto rejoint Amlin Aguri pour remplacer António Félix da Costa, pour la dernière manche du championnat de Formule E, en 2015.

## Résultats en championnat du monde de Formule 1
- Débuts en Formule 1 le 30 juillet 2006 au Grand Prix d'Allemagne, sur le circuit d'Hockenheim (Abandon au 2e tour).

| Saison | Écurie                      | Châssis | Moteur      | Pneus       | GP disputés | Points inscrits | Classement |
| ------ | --------------------------- | ------- | ----------- | ----------- | ----------- | --------------- | ---------- |
| 2006   | Super Aguri F1 Team         | SA05    | Honda V8    | Bridgestone | 7           | 0               | 26e        |
| 2007   | Etihad Aldar Spyker F1 Team | F8-VII  | Ferrari V8  | Bridgestone | 7           | 0               | 24e        |
| 2010   | Hispania Racing F1 Team     | F110    | Cosworth V8 | Bridgestone | 7           | 0               | 26e        |

| 2005          | Jordan Grand Prix           | Jordan EJ15B     | Toyota RVX-05 3.0 V10  | AUS | MAL | BHR | SMR | ESP | MON | EUR    | CAN    | USA    | FRA    | GBR      | GER      | HUN      | TUR      | ITA      | BEL    | BRA      | JPN TD | CHN | –   | – |
| 2006          | Super Aguri F1 Team         | Super Aguri SA05 | Honda RA806E 2.4 V8    | BHR | MAL | AUS | SMR | EUR | ESP | MON    | GBR TD | CAN TD | USA TD | FRA TD   |          |          |          |          |        |          |        |     | 26e | 0 |
| 2006          | Super Aguri F1 Team         | Super Aguri SA06 | Honda RA806E 2.4 V8    |     |     |     |     |     |     |        |        |        |        |          | GER Abd. | HUN Abd. | TUR Abd. | ITA Abd. | CHN 16 | JPN 17   | BRA 16 |     | 26e | 0 |
| 2007          | Etihad Aldar Spyker F1 Team | Spyker F8-VII    | Ferrari 056H 2.4 V8    | AUS | MAL | BHR | ESP | MON | CAN | USA    | FRA    | GBR    | EUR    | HUN Abd. | TUR 20   |          |          |          |        |          |        |     | 24e | 0 |
| 2007          | Etihad Aldar Spyker F1 Team | Spyker F8-VIIB   | Ferrari 056H 2.4 V8    |     |     |     |     |     |     |        |        |        |        |          |          | ITA 20   | BEL 17   | JPN 12   | CHN 17 | BRA Abd. |        |     | 24e | 0 |
| 2010          | Hispania Racing F1 Team     | Hispania F110    | Cosworth CA2010 2.4 V8 | BHR | AUS | MAL | CHN | ESP | MON | TUR TD | CAN    | EUR    | GBR 20 | GER Abd. | HUN 19   | BEL 20   | ITA 19   | SIN      | JPN 16 | KOR 15   | BRA    | ABU | 26e | 0 |
| Légende : ici |                             |                  |                        |     |     |     |     |     |     |        |        |        |        |          |          |          |          |          |        |          |        |     |     |   |

## Résultats enGP2 Series
| Saison | Écurie          | Courses disputées | Pole positions | Victoires | Points inscrits | Classement |
| ------ | --------------- | ----------------- | -------------- | --------- | --------------- | ---------- |
| 2007   | BCN Competicion | 11                | 0              | 0         | 0               | 30e        |
| 2008   | ART Grand Prix  | 4                 | 0              | 0         | 3               | 22e        |